# Le Somail
Le Somail és un veïnat francès situat al departament de l'Aude, a la regió del Llenguadoc-Rosselló. Està habitat per unes 400 persones i depèn de tres municipis diferents Sant Nazari, Ginestars, Salèlas d'Aude) i de l'empresa Voies navigables de France.

## Història

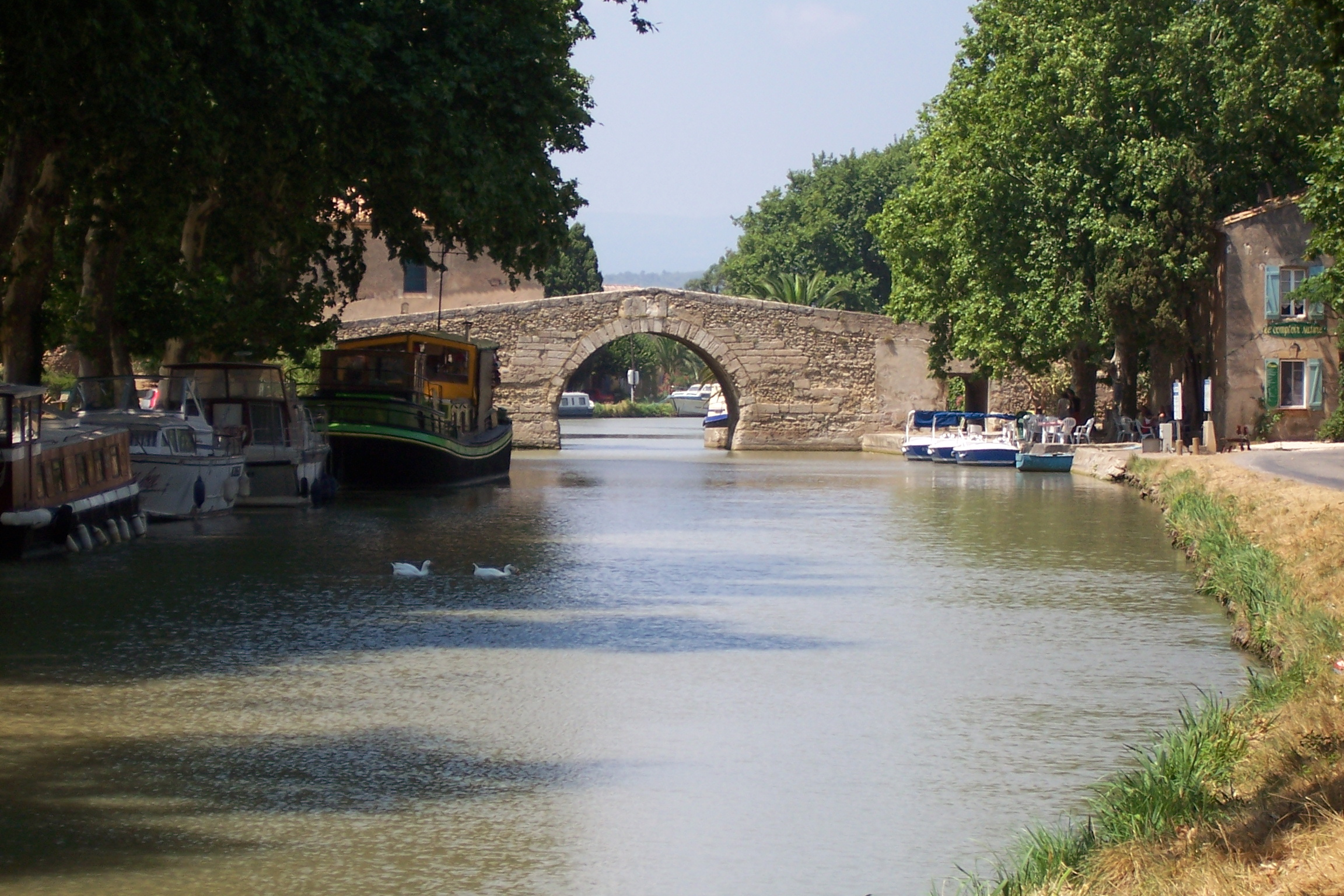
El pont de pedra sobre el Canal del Migdia

Fou creat per Pierre-Paul Riquet al segle xvii per unir l'Atlàntic i el Mediterrani a través del Canal del Migdia, anomenat aquí Canal reial del Llenguadoc o Canal dels dos mars. El port de Le Somail es va concebre com un final d'etapa.
Diversos edificis que encara es conserven són de l'època en la qual es va construir el canal:
- La capella, construïda entre 1672 i 1693, rebia no només els mariners, sinó que també rebia els viatgers.
- El pont de pedra amb forma d'esquena d'ase, amb una arcada ultrapassada, construït abans de 1683.
- L'alberg de 1684 servia per al descans dels viatgers.
- Els dipòsits de mercaderies.
- Un pou de glaç, l'únic que queda al canal, es tracta d'un petit edifici amb volta circular i amb dos nivells.

El pont vell sobre el canal, la glacera, la capella, l'antic edifici del guarda i l'alberg són inscrits com a monuments històrics per un acord de l'11 d'agost de 1998.